# Parque Arqueológico de Monquirá
Parque Arqueológico de Monquirá är en park i Colombia.   Den ligger i departementet Boyacá, i den centrala delen av landet, 130 km nordost om huvudstaden Bogotá. Parque Arqueológico de Monquirá ligger 2 089 meter över havet.
Terrängen runt Parque Arqueológico de Monquirá är huvudsakligen kuperad, men österut är den bergig. Parque Arqueológico de Monquirá ligger nere i en dal. Runt Parque Arqueológico de Monquirá är det ganska tätbefolkat, med 75 invånare per kvadratkilometer. Närmaste större samhälle är Villa de Leyva, 0,92 km väster om Parque Arqueológico de Monquirá. Trakten runt Parque Arqueológico de Monquirá består i huvudsak av gräsmarker.